# 喜劇 駅前火山

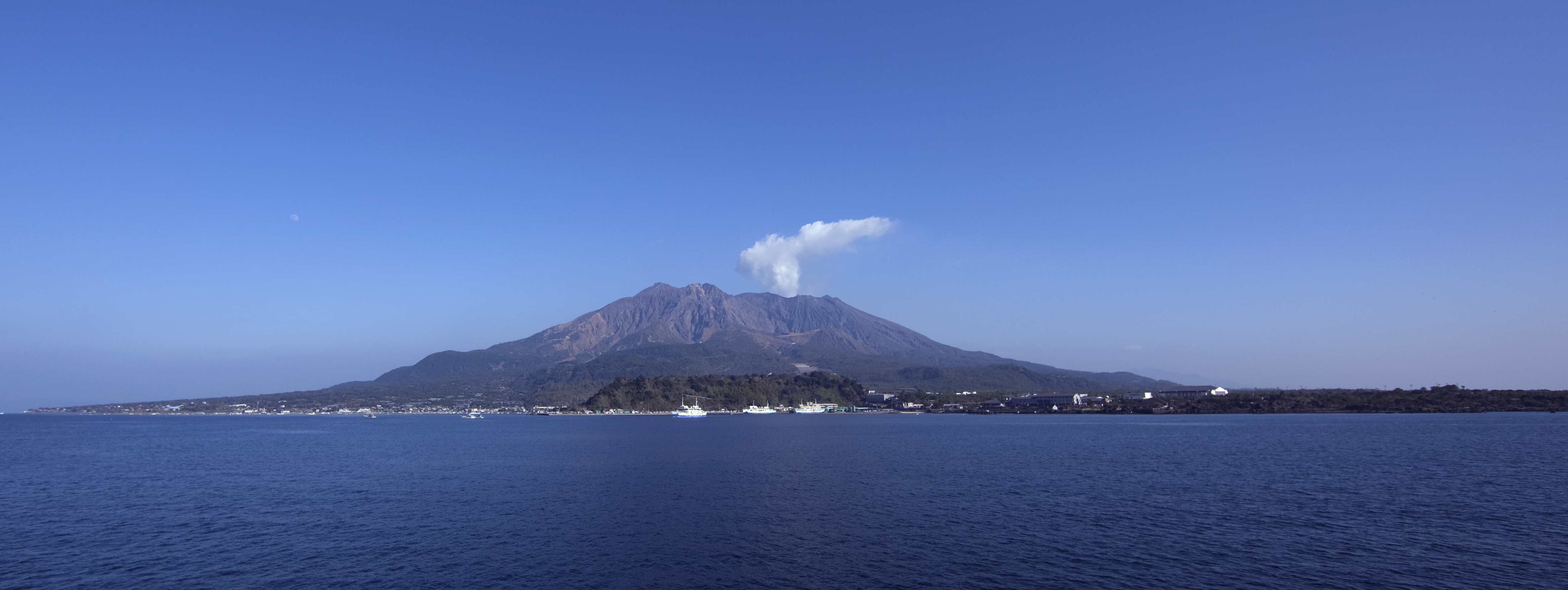
舞台の一つである桜島

『喜劇 駅前火山』（きげき えきまえかざん）は、1968年5月25日に東宝系で公開された日本映画。カラー。シネマスコープ。東京映画作品。92分。

## 概要
『駅前シリーズ』第23作。本作から脚本は池田一朗（のちの隆慶一郎）が担当、そして監督は本作のみ新東宝出身の山田達雄が務めた。
本作はシリーズで唯一の九州ロケで、西鹿児島駅（現：鹿児島中央駅）や桜島一体を舞台とし、地熱発電を建設しようとする次郎と、それを利用する詐欺師コンビの騒動を描く。
ゲストはモデル女優の前田美波里、子役から成長したジュディ・オング、そして当時「ケメ子の歌」をヒットさせていたザ・ダーツ。

## スタッフ
- 製作：佐藤一郎、奥田喜久丸
- 脚本：池田一朗
- 監督：山田達雄
- 撮影：黒田徳三
- 音楽：浜口庫之助
- 美術：狩野健
- 撮影：比留川大助
- 録音：神蔵昇
- スチル：大谷晟
- 編集：広瀬千鶴

## 出演者
- 森田徳之助：森繁久彌
- 森田圭子：淡島千景
- 森田純子：池内淳子
- 森田徳太郎：松山英太郎
- 堺次郎：フランキー堺
- 堺梅乃：沢村貞子
- 堺さくら：新珠三千代
- 伴野孫作：伴淳三郎
- 伴野浪江：中村メイコ
- 松木三平：三木のり平
- 藤山有造：藤村有弘
- 大木ひばり：前田美波里
- 花山伸子：ジュディ・オング
- 安井よう子：音羽久米子
- 蒲生先生：山茶花究
- 松子：旭ルリ
- 〆香：嘉手納清美
- 巡査：大屋満
- 潜水夫：北浦昭義
- 亭主A：サトウ・サブロー
- 亭主B：荒木将久
- グループ・サウンズ：ザ・ダーツ

## 同時上映
『河内フーテン族』
- 原作：今東光／脚本：椎名龍治、新井一／監督：千葉泰樹／主演：フランキー堺／東宝・宝塚映画作品